# Chueca (juego)
La chueca es un juego popular de origen castellano practicado en Villanueva de Alcorón y Armallones, en Castilla-La Mancha (España). En el pueblo de El Pozuelo (Cuenca) es llamado "la cal", mientras que en Canarias se emparenta con el juego tradicional de la pina.

## Descripción
El juego utiliza una chueca (palo corto afilado por las dos puntas) y una estornija (palo largo que se utiliza para golpear la chueca), también se usan telas o mandiles para tratar de atrapar la chueca al vuelo. El juego consiste en dos equipos participantes: uno tratando de lanzar la chueca lo más lejos posible de la base y el otro tratando de evitarlo eliminando a cada uno de los lanzadores para pasar así a la posición de lanzadores y poder empezar a anotar puntos. Los puntos son calculados a ojo según la lejanía a la que está la chueca de la base. Para efectuar el lanzamiento, la chueca se encuentra inicialmente en el suelo teniendo que realizar dos golpes el primero para elevarla desde el suelo y el segundo para empalmarla al vuelo y así lanzarla lo más lejos posible. En caso de que el lanzamiento sea interceptado por una de las telas del equipo contrario el lanzador queda eliminado, también son faltas el "rastón" (golpear el suelo con la estornija), la "vainica" (dar al aire con la estornija sin golpear la chueca), que golpee tu cuerpo o el del rival.

## Historia
Acerca de la historia y orígenes y primera mención de este juego existe alguna discusión. En el Ordenamiento de las Cortes de Toledo de 1480, promulgado por los Reyes Católicos aparece la prohibición de “jugar dados e otros juegos de tablas e naypes e azares e chuecas”, pero esta mención se refuta por la posibilidad de que con la palabra "chueca" se refiera realmente a una "taba", un hueso pequeño o ficha utilizada en las apuestas. Se debe notar que Nebrija define la palabra "vértebra" como "chueca donde juegan los huesos". De manera que Diego de Gaudix sería el primero que describe un juego parecido, aunque algo distinto del actual, en 1593, asignándole un origen árabe.

«Chueca llaman en algunas partes d'España a cierto troçuelo pedacillo de madera (menos redondo que la bola) con que antiguamente jugaron los árabes en España y juegan hoy en día los labradores en Castilla».
Diego de Guadix, en 1593

También Sebastián de Covarrubias incluyó una definición parecida en sus propios trabajos lexicográficos, pocos años después.

«Es una bolita pequeña con que los labradores suelen jugar en los exidos, el juego que llaman de la chueca, poniéndose tantos a tantos; y tienen sus metas y pinas, y guardan que los contrarios no les passen la chueca por ellas y sobre esto se dan muy buenas caydas y golpes. Dixose chueca de chuque, que es el sonido que haze el golpe».
Sebastián de Covarrubias, en 1611

## Antigua teoría que lo asociaba al "palín" mapuche
En el siglo XIX se registró la teoría (sostenida por Diego Barros Arana) de que el juego que se practicaba en Castilla había sido transmitido a Chile por los conquistadores, dando origen al palín de los mapuches. Este juego, al que los españoles llamaron también "chueca", es una competencia que aún practica este pueblo indígena como deporte nacional de connotaciones religiosas. De hecho, todavía en fechas recientes es posible encontrar autores que confunden ambos juegos (castellano y mapuche) como uno solo.
La idea resultaba no del todo fácil de sostener, considerando las notables diferencias entre ambos juegos. Además, según las crónicas coloniales tempranas, el palín mapuche tenía especial raigambre en tierras indígenas que permanecieron independientes del dominio español mientras éste duró en Chile. El golpe de gracia a esta teoría vendría con la publicación en 1966 de la crónica de Jerónimo de Vivar, conservada por azar en la Newberry Library (Illinois, EE. UU.). El manuscrito, que data 1558 y es obra de un testigo de la primera campaña española de conquista contra los mapuches (1550), dedica un capítulo a describir las costumbres indígenas. Allí Vivar señala que los mapuches eran a la llegada de los conquistadores "muy grandes jugadores de chueca". Actualmente todos los autores que estudian el tema del palín en sí lo consideran un juego mapuche autóctono de orígenes ancestrales. Y hay ensayistas que lo ubica dentro de una misma tradición americana de juegos de pelota, que habría evolucionado en sus diferentes variantes: maya, aymará y mapuche.